# Campionati svedesi di sci alpino 1971
Ai Campionati svedesi di sci alpino 1971 furono assegnati i titoli di discesa libera, slalom gigante e slalom speciale, sia maschili sia femminili.

## Risultati
| Specialità      | Uomini           | Donne           |
| --------------- | ---------------- | --------------- |
| Discesa libera  | Staffan Lindgren | Lotta Sollander |
| Slalom gigante  | Olle Rolén       | Lotta Sollander |
| Slalom speciale | Bengt-Erik Grahn | Lena Sollander  |